# Liste der Kulturdenkmale in Oberottendorf
Die Liste der Kulturdenkmale in Oberottendorf enthält die in der amtlichen Denkmalliste des Landesamtes für Denkmalpflege Sachsen ausgewiesenen Kulturdenkmale im Ortsteil Oberottendorf der Stadt Neustadt in Sachsen.

## Legende
- Bild: Bild des Kulturdenkmals, ggf. zusätzlich mit einem Link zu weiteren Fotos des Kulturdenkmals im Medienarchiv Wikimedia Commons. Wenn man auf das Kamerasymbol klickt, können Fotos zu Kulturdenkmalen aus dieser Liste hochgeladen werden:
- Bezeichnung: Denkmalgeschützte Objekte und ggf. Bauwerksname des Kulturdenkmals
- Lage: Straßenname und Hausnummer oder Flurstücknummer des Kulturdenkmals. Die Grundsortierung der Liste erfolgt nach dieser Adresse. Der Link (Karte) führt zu verschiedenen Kartendiensten mit der Position des Kulturdenkmals. Fehlt dieser Link, wurden die Koordinaten noch nicht eingetragen. Sind diese bekannt, können sie über ein Tool mit einer Kartenansicht einfach nachgetragen werden. In dieser Kartenansicht sind Kulturdenkmale ohne Koordinaten mit einem roten bzw. orangen Marker dargestellt und können durch Verschieben auf die richtige Position in der Karte mit Koordinaten versehen werden. Kulturdenkmale ohne Bild sind an einem blauen bzw. roten Marker erkennbar.
- Datierung: Baubeginn, Fertigstellung, Datum der Erstnennung oder grobe zeitliche Einordnung entsprechend des Eintrags in der sächsischen Denkmaldatenbank
- Beschreibung: Kurzcharakteristik des Kulturdenkmals entsprechend des Eintrags in der sächsischen Denkmaldatenbank, ggf. ergänzt durch die dort nur selten veröffentlichten Erfassungstexte oder zusätzliche Informationen
- ID: Vom Landesamt für Denkmalpflege Sachsen vergebene, das Kulturdenkmal eindeutig identifizierende Objekt-Nummer. Der Link führt zum PDF-Denkmaldokument des Landesamtes für Denkmalpflege Sachsen. Bei ehemaligen Kulturdenkmalen können die Objektnummern unbekannt sein und deshalb fehlen bzw. die Links von aus der Datenbank entfernten Objektnummern ins Leere führen. Ein ggf. vorhandenes Icon  führt zu den Angaben des Kulturdenkmals bei Wikidata.

## Oberottendorf
| Bild                                    | Bezeichnung | Lage                                     | Datierung                          | Beschreibung | ID       |
| --------------------------------------- | --- | ---------------------------------------- | ---------------------------------- | --- | -------- |
| Direkt Bild zu diesem Denkmal hochladen | Mord- und Sühnekreuz                                                                                           | Alter Weg (Karte)                        | 15./16. Jh.                        | mit eingeritztem Schwert, ortsgeschichtlich von Bedeutung. | 09253899 |
| Direkt Bild zu diesem Denkmal hochladen | Denkmal für die Gefallenen des Ersten Weltkrieges                                                              | Alter Weg (Karte)                        | nach 1918 (Kriegerdenkmal)         | Ehrenhain mit zentralem Granitmonolith auf Sockel, von vier kleineren Monolithen (Granit, mit Marmortafel) umgeben, ortsgeschichtlich von Bedeutung. Inschrift: Treu bis an den Tod. | 09253872 |
| Direkt Bild zu diesem Denkmal hochladen | Pfarrhaus | Alter Weg 5 (Karte)                      | Kern wohl vor 1800                 | Putzbau mit ornamental verschiefertem Giebel, ehem. Fachwerkhaus, baugeschichtlich und ortsgeschichtlich von Bedeutung. Obergeschoss wohl ehemals Fachwerk, steiles Satteldach, Schieferdeckung, Giebelverschieferung, Sandstein-Fenstergewände, Granit-Haustürgewände, altes Türblatt, intaktes Wand-Öffnungs-Verhältnis, zweigeschossig, massiv. | 09223032 |
| Weitere Bilder                          | Dorfkirche Oberottendorf                                                                                       | Alter Weg 5a (Karte)                     | um 1630, später überformt          | Kirche von Nieder- und Oberottendorf, mit Kirchhof, Einfriedungsmauer und zwei Kirchhofstoren: Kirche Putzfassade, Chor und Schiff mit gewalmtem Satteldach, massiver Westriegel von 1850 mit einzelnen Rundbogenfenstern und Dachreiter, Laterne mit Uhr – baugeschichtlich und ortsgeschichtlich von Bedeutung. Saalkirche einschiffig, Emporen, Barockaltar von 1630, Sandsteintaufe 18. Jh., zwei barocke Grabsteine, Eule-Orgel von 1911, mittelalterliche Wandmalereireste an der N-Wand, Äußeres: Putzfassade, Chor und Schiff mit gewalmtem Satteldach, massiver Westriegel von 1850 mit einzelnen Rundbogenfenstern und Dachreiter, Laterne mit Uhr, Kirchhofmauer aus Sand- und Feldsteinen mit zwei Toren, Pfeiler mit Sandsteinbekrönung.                                     | 09253871 |
| Direkt Bild zu diesem Denkmal hochladen | Wohnstallhaus                                                                                                  | Alter Weg 12 (Karte)                     | Kern 18. Jh.                       | Obergeschoss Fachwerk verbrettert, baugeschichtlich von Bedeutung. Fenstergrößen erhalten, Biberschwanzdeckung, Längsseite böhmisch verbrettert, Giebel verbrettert, Frackdach, Dachhecht. | 09253870 |
| Direkt Bild zu diesem Denkmal hochladen | Scheune, davor Steindeckerbrücke                                                                               | Alter Weg 14 (Karte)                     | um 1850                            | Scheune verbretterte Holzkonstruktion, baugeschichtlich und straßenbildprägend von Bedeutung. Im Giebel Fenster gesprosst und in originaler Größe, abgeschrägte Ecke, Steinsockel, sonst Fachwerk, verbrettert, Giebel im obersten Teil Schiefer. | 09253881 |
| Weitere Bilder                          | Wohnstallhaus (Umgebinde)                                                                                      | Alter Weg 17a (Karte)                    | 18. Jh., womöglich älter           | Obergeschoss Fachwerk verbrettert, baugeschichtlich von Bedeutung. Umgebinde links 2/2/1 Joche, große Jochweiten, Blockstube fehlt, Fachwerk, rundum verbrettert, hinterer Teil massiv, Frackdach, eines der ältesten erhaltenen Gebäude im Ort, Fenstergrößen erhalten, Biberschwanzdeckung. | 09253869 |
| Direkt Bild zu diesem Denkmal hochladen | Wohnhaus mit integriertem Scheunenteil                                                                         | Alter Weg 23 (Karte)                     | um 1850                            | Obergeschoss Fachwerk verbrettert, baugeschichtlich und sozialgeschichtlich von Bedeutung. Fenstergrößen erhalten, Biberschwanzdeckung, Fachwerk verkleidet, Frackdach, ehem. Häusleranwesen, zusammen mit Alter Weg 20 Bestandteil der Häuslersiedlung, die für Arbeiter des Rittergutes erbaut wurde. | 09253867 |
| Direkt Bild zu diesem Denkmal hochladen | Wohnstallhaus, Ausgedinge und Scheune eines Dreiseithofes                                                      | Alter Weg 25 (Karte)                     | 1. Hälfte 19. Jh.                  | Wohnstallhaus Obergeschoss Fachwerk verbrettert, Giebel verschiefert, Ausgedinge Obergeschoss Fachwerk verbrettert, baugeschichtlich und wirtschaftsgeschichtlich von Bedeutung, strukturprägende Hofanlage. Wohnstallhaus: Obergeschoss Fachwerk, seitlich verbrettert, Giebel ornamental verschiefert, kleine Schleppluke, Ausgedinge: Obergeschoss Fachwerk, verbrettert, große Scheune: Steinsockel, sonst (bis auf kleinen Teil) Fachwerk, verbrettert. In seiner Struktur gut erhaltener Hof, das Auenbild prägend. | 09253866 |
| Direkt Bild zu diesem Denkmal hochladen | Häuslerhaus | Alter Weg 27 (Karte)                     | um 1800                            | Obergeschoss Fachwerk verkleidet, baugeschichtlich von Bedeutung. Fenstergrößen erhalten, Biberschwanzdeckung, Fachwerk verkleidet, Giebel ebenso, traufständig. | 09253865 |
| Direkt Bild zu diesem Denkmal hochladen | Keller | Alter Weg 27 (gegenüber) (Karte)         | 19. Jh.                            | sichtbare Wand aus Granit, baugeschichtlich und sozialgeschichtlich von Bedeutung. | 09253864 |
| Weitere Bilder                          | Wohnstallhaus (Umgebinde)                                                                                      | Alter Weg 29 (Karte)                     | 1. Hälfte 19. Jh., Kern älter      | Obergeschoss Fachwerk, zum Teil verkleidet, baugeschichtlich von Bedeutung. Umgebinde links 2/2 Joche, Fenstergrößen und -sprossung durchgehend erhalten, Blockstube ausgemauert, Fachwerk zum Teil verkleidet, Giebel verkleidet, teilweise Sandsteintür- und -fenstergewände. | 09253863 |
| Weitere Bilder                          | Wohnstallhaus (Umgebinde)                                                                                      | Alter Weg 31 (Karte)                     | 18. Jh., Kern womöglich älter      | Obergeschoss Fachwerk verbrettert, baugeschichtlich und hausgeschichtlich von Bedeutung. Umgebinde links 2/2/1, Gebäude traufständig, Blockstube fehlt, Umgebinde-Ständer profiliert, Fachwerk verbrettert, Giebel verschiefert, Fenstergrößen erhalten. | 09253862 |
| Direkt Bild zu diesem Denkmal hochladen | Steindeckerbrücke                                                                                              | Alter Weg 32 (vor) (Karte)               | 19. Jh.                            | Granit, baugeschichtlich von Bedeutung. | 09253860 |
| Direkt Bild zu diesem Denkmal hochladen | Wohnstallhaus und Scheune eines Zweiseithofes, mit Einfriedungsmauer                                           | Alter Weg 33 (Karte)                     | um 1850                            | Wohnhaus Obergeschoss Fachwerk, ornamental verschiefert, baugeschichtlich und wirtschaftsgeschichtlich von Bedeutung, bildprägend. Wohnstallhaus: giebelständig, Dachüberstand, Fachwerk ornamental verschiefert, Sandsteingewände, große Scheune: Steinsockel, sonst Fachwerk, verbrettert. | 09253859 |
| Direkt Bild zu diesem Denkmal hochladen | Wohnstallhaus                                                                                                  | Alter Weg 34 (Karte)                     | um 1850                            | Obergeschoss Fachwerk, zum Teil ornamental verschiefert, baugeschichtlich von Bedeutung. Giebel ornamental verschiefert, leicht abgewalmtes Satteldach, rückwärtig angebaute Scheune verbrettert, Sandsteintür- und -fenstergewände. | 09253858 |
| Direkt Bild zu diesem Denkmal hochladen | Sachgesamtheit Todesmarsch Schwarzheide–Theresienstadt 1945 mit Gedenktafel im Sockelbereich des Schulgebäudes | Bischofswerdaer Straße 276 (Karte)       | 1980er Jahre                       | Sachgesamtheit Todesmarsch Schwarzheide–Theresienstadt 1945 mit Gedenktafel im Sockelbereich des Schulgebäudes und folgenden Objekten als Sachgesamtheitsteile: ID-Nr. 09289193, 09299870, 09299871, 09299867, 09299869, 09254594, 09299865, 09299864, 09299866, 09254493, 09254460, 09299873, 09299872 – ortsgeschichtlich von Bedeutung. | 09299874 |
| Direkt Bild zu diesem Denkmal hochladen | Schule | Bischofswerdaer Straße 276 (Karte)       | um 1900                            | Putzbau mit übergiebeltem Mittelrisalit und Walmdach, baugeschichtlich und sozialgeschichtlich von Bedeutung. Ohne Anbau der 1950er Jahre, zweigeschossig, gegiebelter Mittelrisalit, Walmdach, Putzfassade, Gesimse, Pilaster, Dreiecksgiebel, Freitreppe. | 09253875 |
| Direkt Bild zu diesem Denkmal hochladen | Sog. Lehrervilla                                                                                               | Bischofswerdaer Straße 285 (Karte)       | um 1900                            | Wohnhaus – Putzbau mit übergiebeltem Mittelrisalit, baugeschichtlich von Bedeutung. Glasierte Biberschwanzdeckung, zweieinhalbgeschossiges Wohnhaus, Mansardwalmdach, gegiebelter Mittelrisalit, Dachhäuschen, Sandsteinsockel, Putzfassade, Bauzier vor allem im Risalitbereich (Dreiecksgiebel, Konsolen, Okulus, Giebelzier), gegenüber der Schule, einer der wenigen Bauten dieser Art im Ort. | 09253876 |
| Direkt Bild zu diesem Denkmal hochladen | Wohnstallhaus eines Bauernhofes                                                                                | Bischofswerdaer Straße 286 (Karte)       | um 1850, Kern wahrscheinlich älter | Obergeschoss Fachwerk verbrettert, baugeschichtlich von Bedeutung. Alte Biberschwanzdeckung, Fachwerk verbrettert, Erdgeschoss Sandsteintür- und -fenstergewände, Türen segmentbogig. | 09253877 |
| Direkt Bild zu diesem Denkmal hochladen | Wohnhaus | Bischofswerdaer Straße 289 (Karte)       | vor 1900                           | Bäckerei, Putzbau mit Einflüssen des Schweizerstils, baugeschichtlich von Bedeutung. Zweigeschossiger massiver Putzbau mit zum Teil erhaltener Ornamentierung (Dreiecks-Fensterbekrönungen, Gurt-Putzgesimse, drei Pilaster rahmen den orig. Laden), beide Geschosse intaktes Wand-Öffnungs-Verhältnis, Seitenrisalit übergiebelt, Dachüberstände, Holzzierrat, glasierte Biberschwanzdeckung, orig. Gaupen, eine stehend, eine Schleppgaupe. | 09223033 |
| Direkt Bild zu diesem Denkmal hochladen | Wohnstallhaus eines Bauernhofes                                                                                | Bischofswerdaer Straße 294 (Karte)       | 1. Hälfte 19. Jh., Kern 18. Jh.    | ohne Anbau, Obergeschoss Fachwerk verkleidet, baugeschichtlich von Bedeutung. Fenstergrößen durchweg erhalten, Biberschwanzdeckung, Giebel verkleidet, teils verbrettert. | 09253887 |
| Direkt Bild zu diesem Denkmal hochladen | Gedenkstein | Bischofswerdaer Straße 294 (bei) (Karte) | 1886                               | anlässlich des Straßenbaus errichtet, Sandstein-Inschriftplatte, verwittert, mit Bronzekrone und Sandsteinverdachung, Zeugnis der Ortsentwicklungsgeschichte. In der Stützmauer des Grundstücks eingelassen, Sandstein-Inschriftplatte 32,5 cm × 36,5 cm, Sandsteinüberdachung 8 cm stark, 52,5 cm breit. | 09304515 |
| Direkt Bild zu diesem Denkmal hochladen | Wohnstallhaus und Scheune eines Bauernhofes                                                                    | Bischofswerdaer Straße 296 (Karte)       | wahrscheinlich vor 1800            | Wohnstallhaus Obergeschoss Fachwerk verkleidet, baugeschichtlich und wirtschaftsgeschichtlich von Bedeutung, bildprägend. Wohnstallhaus: Obergeschoss Fachwerk und Giebel verkleidet, Erdgeschoss Sandsteingewände, segmentbogige Türen, Scheune: massiver Sockel, sonst verbretterte Holzkonstruktion, Erdgeschoss Sandsteingewände. | 09253886 |
| Direkt Bild zu diesem Denkmal hochladen | Wohnhaus mit integriertem Scheunenteil                                                                         | Bischofswerdaer Straße 300 (Karte)       | letztes Drittel 19. Jh.            | Obergeschoss Fachwerk, ornamental verschiefert, baugeschichtlich und wirtschaftsgeschichtlich von Bedeutung. Fenstersprossung und originale Größe fast durchgängig erhalten, Giebel ornamental verschiefert, Frackdach, Erdgeschoss Sandsteingewände. | 09253888 |
| Direkt Bild zu diesem Denkmal hochladen | Wohnstallhaus                                                                                                  | Bischofswerdaer Straße 303 (Karte)       | Türsturz bez. 1864 (Wohnstallhaus) | ohne Anbau, Obergeschoss Fachwerk verschiefert, baugeschichtlich von Bedeutung. Fenstergrößen unverändert, Giebel ornamental verschiefert, Sandsteingewände im Erdgeschoss, korbbogige Tür, prägt das Straßenbild mit. | 09253885 |
| Direkt Bild zu diesem Denkmal hochladen | Nördliches Wohnstallhaus eines Bauernhofes                                                                     | Bischofswerdaer Straße 306 (Karte)       | lt. Auskunft 1813                  | Obergeschoss Fachwerk verbrettert, baugeschichtlich von Bedeutung. Ehem. Ausgedinge, Erdgeschoss verändert, Fachwerk verbrettert, Erdgeschoss Sandsteingewände, Sockel Sandstein Kellergewölbe. | 09253889 |
| Direkt Bild zu diesem Denkmal hochladen | Wohnhaus und Stallscheune eines Zweiseithofes                                                                  | Bischofswerdaer Straße 308 (Karte)       | Mitte 19. Jh.                      | Wohnhaus Obergeschoss Fachwerk, baugeschichtlich und wirtschaftsgeschichtlich von Bedeutung, straßenbildprägend. Wohnhaus: Giebel verbrettert, Krüppelwalmdach, im Giebel Drillingsfenster, Fenstergrößen und -sprossung zum Teil erhalten, Biberschwanzdeckung, Stallscheune: massiv, Obergeschoss Fachwerk verbrettert, Krüppelwalmdach. | 09253891 |
| Direkt Bild zu diesem Denkmal hochladen | Wohnstallhaus mit Scheunenanbau                                                                                | Bischofswerdaer Straße 319 (Karte)       | um 1800                            | Wohnstallhaus Obergeschoss Fachwerk, baugeschichtlich und wirtschaftsgeschichtlich von Bedeutung. Wohnstallhaus: Giebel ornamental verbrettert, zum Teil im Erdgeschoss Sandsteinfenstergewände, zum Teil Winterfenster erhalten, Scheune: Fachwerk, verbrettert, elementarer Bestandteil der Auenbebauung. | 09253890 |
| Direkt Bild zu diesem Denkmal hochladen | Herrenhaus, Stallscheune, Wohn- und Speicherhaus (Einzeldenkmale zu ID-Nr. 09303202)                           | Bischofswerdaer Straße 321; 323 (Karte)  | Mitte 18. Jh.                      | Einzeldenkmale der Sachgesamtheit Vorwerk Oberottendorf: Herrenhaus (Parkweg 8), Stallscheune (Bischofswerdaer Straße 321, 323), Wohn- und Speicherhaus (Parkweg 4), Mauer und Toreinfahrt – Herrenhaus breit gelagerter Putzbau mit Mansardwalmdach, baugeschichtlich und ortsgeschichtlich von Bedeutung. | 09253893 |
| Direkt Bild zu diesem Denkmal hochladen | Eisenbahnbrücke                                                                                                | Oberdorf - (Karte)                       | 1876                               | Granit, baugeschichtlich, eisenbahngeschichtlich und technikgeschichtlich von Bedeutung. Zehnbogig, Halbtonnen, Pfeiler und Zwickel Polygonmauerwerk (Granit) mit schöner Scharrierung, Tonnenwölbung Sandsteinquader, teilweise erneuert (Lausitzer Granit). | 09253909 |
| Direkt Bild zu diesem Denkmal hochladen | Wohnstallhaus                                                                                                  | Oberdorf 7 (Karte)                       | 2. Hälfte 19. Jh.                  | Obergeschoss Fachwerk verkleidet, baugeschichtlich von Bedeutung. Fenster in originaler Größe, Biberschwanzdeckung, Erdgeschoss verändert, Fachwerk verkleidet, Krüppelwalmdach. | 09253907 |
| Direkt Bild zu diesem Denkmal hochladen | Wohnstallhaus, Stallscheune und Scheune eines Dreiseithofes                                                    | Oberdorf 16 (Karte)                      | um 1800                            | Wohnstallhaus Obergeschoss Fachwerk, baugeschichtlich und wirtschaftsgeschichtlich von Bedeutung, strukturprägende Hofanlage. Wohnstallhaus: Erdgeschoss Sandsteingewände, Stallscheune: im Erdgeschoss verändert, Fachwerk verbrettert, Scheune: allseitig verbrettert. | 09253908 |
| Direkt Bild zu diesem Denkmal hochladen | Wohnstallhaus und Ausgedinge eines ehemaligen Dreiseithofes                                                    | Oberdorf 19 (Karte)                      | um 1800                            | Wohnstallhaus Obergeschoss Fachwerk verputzt, Ausgedinge Obergeschoss Fachwerk verbrettert, baugeschichtlich und wirtschaftsgeschichtlich von Bedeutung, strukturprägende Hofanlage. Wohnstallhaus und Ausgedinge Schieferdeckung, Ausgedinge: Fenster originale Größe, Wohnstallhaus, Fachwerk, Erdgeschoss Sandsteingewände, Scheune: Granitsockel, sonst Fachwerk, verbrettert, Abbruch. | 09253910 |
| Direkt Bild zu diesem Denkmal hochladen | Wohnstallhaus eines Bauernhofes                                                                                | Oberdorf 24 (Karte)                      | 18. Jh. oder älter                 | Obergeschoss Fachwerk, ornamental verschiefert, baugeschichtlich von Bedeutung. Fenster durchgehend in originaler Größe, Biberschwanzdeckung, Fachwerk ornamental verschiefert, Erdgeschoss Sandsteingewände. | 09253912 |
| Direkt Bild zu diesem Denkmal hochladen | Wohnstallhaus mit angebauter Scheune und Stützmauer                                                            | Oberdorf 28 (Karte)                      | Kern wohl 18. Jh.                  | Obergeschoss Fachwerk verschiefert, Scheunenteil verbrettert, baugeschichtlich und wirtschaftsgeschichtlich von Bedeutung. Fenster und in originaler Größe, Biberschwanzdeckung, Fachwerk verschiefert, Giebel verbrettert, korbbogige Türen, Erdgeschoss Sandsteingewände, Scheunenteil verbrettert. | 09253916 |
| Direkt Bild zu diesem Denkmal hochladen | Wohnstallhaus                                                                                                  | Oberdorf 34 (Karte)                      | um 1850                            | Obergeschoss Fachwerk, Giebel verbrettert, baugeschichtlich und sozialgeschichtlich von Bedeutung. Fenster mit Sprossung durchgehend erhalten, Giebel verbrettert, mit Drillingsfenster, Erdgeschoss Sandsteingewände. | 09253915 |
| Direkt Bild zu diesem Denkmal hochladen | Wohnstallhaus und Stallscheune eines Zweiseithofes                                                             | Oberdorf 38 (Karte)                      | um 1800                            | Wohnstallhaus Obergeschoss Fachwerk, Giebel verschiefert, baugeschichtlich und wirtschaftsgeschichtlich von Bedeutung. Fenstergrößen und -sprossung im Obergeschoss weitgehend erhalten, Schieferdeckung, Giebel verschiefert. | 09253914 |
| Direkt Bild zu diesem Denkmal hochladen | Wohnstallhaus und Scheune eines Hakenhofes                                                                     | Oberdorf 39 (Karte)                      | um 1800                            | beide Gebäude Obergeschoss Fachwerk, Scheune verbrettert, baugeschichtlich und wirtschaftsgeschichtlich von Bedeutung. Wohnstallhaus: Fachwerk gegen den Denkmalsinn verkleidet, Erdgeschoss Sandsteingewände, steiles Satteldach, Scheune: Sockel Bruchstein, Fachwerk verbrettert (Giebelseite verkleidet). | 09253919 |
| Direkt Bild zu diesem Denkmal hochladen | Wohnstallhaus                                                                                                  | Oberdorf 42 (Karte)                      | 18. Jh.                            | Obergeschoss Fachwerk, ornamental verschiefert, baugeschichtlich von Bedeutung. Schieferdeckung, Fenster Obergeschoss in originaler Größe, Erdgeschoss verändert, Giebel ornamental verschiefert, Erdgeschoss Sandsteingewände. | 09253913 |
| Direkt Bild zu diesem Denkmal hochladen | Wohnstallhaus und Stallscheune eines Bauernhofes, mit Einfriedung und Granittrog im Hof                        | Oberdorf 44 (Karte)                      | bez. 1860, Kern älter              | Wohnstallhaus Obergeschoss Fachwerk verkleidet, Granittrog bezeichnet 1816, baugeschichtlich und wirtschaftsgeschichtlich von Bedeutung, bildprägend. Wohnstallhaus: Fachwerk verkleidet, Stallscheune: Sockel Bruchsteinmauerwerk, Obergeschoss Fachwerk verbrettert, Giebelseite Obergeschoss dreiriegeliges Fachwerk, oberer Teil ornamental verschiefert, Drillingsfenster, Granitgewände. | 09253917 |
| Direkt Bild zu diesem Denkmal hochladen | Wohnstallhaus, Seitengebäude und Scheune eines Dreiseithofes                                                   | Oberdorf 46 (Karte)                      | 1. Hälfte 19. Jh.                  | Wohnstallhaus Obergeschoss Fachwerk, baugeschichtlich und wirtschaftsgeschichtlich von Bedeutung, strukturprägende Hofanlage. Wohnstallhaus: Stallteil noch gut erkennbar, originale Fenstergrößen, Wohn/Wirtschaftsgebäude: Obergeschoss Fachwerk, Erdgeschoss Sandsteingewände, provisorisches Dach, Scheune verbrettert. | 09253918 |
| Direkt Bild zu diesem Denkmal hochladen | Sachgesamtheit Vorwerk Oberottendorf mit Einzeldenkmalen sowie Gutspark, Teiche und Reste einer Lindenallee    | Parkweg 4; 8 (Karte)                     | Mitte 18. Jh.                      | Sachgesamtheit Vorwerk Oberottendorf mit den Einzeldenkmalen: Herrenhaus (Parkweg 8), Stallscheune (Bischofswerdaer Straße 321, 323), Wohn- und Speicherhaus (Parkweg 4), Mauer und Toreinfahrt (Einzeldenkmale ID-Nr. 09253851, gleiche Anschrift) sowie Gutspark, drei Teiche, davon einer mit Insel und Reste einer Lindenallee (Gartendenkmale) – baugeschichtlich, ortsgeschichtlich und landschaftsgestaltend von Bedeutung. | 09303202 |
| Direkt Bild zu diesem Denkmal hochladen | Herrenhaus, Stallscheune, Wohn- und Speicherhaus (Einzeldenkmale zu ID-Nr. 09303202)                           | Parkweg 4; 8 (Karte)                     | Mitte 18. Jh.                      | Einzeldenkmale der Sachgesamtheit Vorwerk Oberottendorf: Herrenhaus (Parkweg 8), Stallscheune (Bischofswerdaer Straße 321, 323), Wohn- und Speicherhaus (Parkweg 4), Mauer und Toreinfahrt – Herrenhaus breit gelagerter Putzbau mit Mansardwalmdach, baugeschichtlich und ortsgeschichtlich von Bedeutung. Herrenhaus: stattlicher zweigeschossiger Bau mit Mansardwalmdach, Fledermausgaupen, segmentbogige Tür mit Schlussstein, darüber löwengeschmücktes Wappen (Fam. von Keyserlingk / vermutlich 1744–1830), Stallscheune: Bruchsteinmauerwerk, Sandsteingewände, Ladeluken, darüber Traufe hochgeschweift, Wohn- und Speicherhaus: zweigeschossig, Krüppelwalmdach, zwei Dachhechte, Sandsteingewände, Reste von Putzgliederung, Tor: ein Torpfosten noch mit Sandsteinbekrönung. | 09253893 |
| Direkt Bild zu diesem Denkmal hochladen | Bauernhof mit Wohnhaus und Scheune                                                                             | Rückersdorfer Straße 11 (Karte)          | 1930er Jahre                       | Bauernhof (Neubauernhof?) mit Wohnhaus und Scheune im Winkel – baugeschichtlich und wirtschaftsgeschichtlich von Bedeutung. | 09253911 |
| Direkt Bild zu diesem Denkmal hochladen | Bahnhof Oberottendorf                                                                                          | Rückersdorfer Straße 13 (Karte)          | um 1880                            | Empfangsgebäude eines Bahnhofs – mit vergleichsweise aufwändigem Dekor, Inneneinrichtung erhalten, baugeschichtlich, eisenbahngeschichtlich und verkehrsgeschichtlich von Bedeutung. Zweigeschossiges Bahnhofsgebäude mit Drempel, Risalit (mit barockisierend geschmücktem Okulus), Dachüberstand mit hölzernen Zierelementen, Putzfassade, Erdgeschoss Rustika, durch Gesimse, Fensterbekrönungen und Wandvorlagen (zum Teil mit Kapitellen) gegliedert, profilierte Fenster- und Türgewände, mit kompletter Inneneinrichtung: Schalterhalle mit gusseisernen Säulen | 09253905 |

## Ausführliche Denkmaltexte
1. ↑  Evangelische Pfarrkirche. Saalkirche mit eingezogenem, gerade geschlossenem Chor, 1427 erstmals erwähnt, der heutige Bau um 1630. Erweiterung 1850 (wuchtiger Anbau mit Treppenturm und Dachreiter an der Südseite), Restaurierungen 1911 und 1988–1990. Im Innern flachgedeckt, die Fenster rundbogig. Emporen mit schlichter ornamentaler Bemalung, an der Nord- und Südseite doppelgeschossig, im Westen eingeschossig. Mittelalterliche Wandmalereireste (biblische Szene ?/Fisch) an der Nordwand. Zweigeschossiger Altar aus Holz: Predella mit Darstellung des Abendmahls, im Hauptfeld Kreuzigung, seitlich Moses und Johannes d.T., darüber Auferstehung, d. 1630. Schlichte Sandsteintaufe, 18. Jh. Zwei barocke Grabsteine, für D.S. Pflugk († 1683) und J.G. Pflugk († 1691). Eule-Orgel von 1911. (Dehio Sachsen I, 1996).
2. ↑  Gedenktafel: Inschrift: „Am 20. April 1945 erreichte die KZ-Kolonne aus Schwarzheide den Kreis Sebnitz. In panischer Angst von SS Posten vorangetrieben. Man hörte das Dröhnen sowjetischer Panzer“. Die Gedenkmonumente zum Todesmarsch Schwarzheide–Theresienstadt vom 18.4. bis 8. Mai 1945 wurden fast alle Mitte der 1980er Jahre aufgestellt.
3. ↑  Herrenhaus: stattlicher zweigeschossiger Bau mit Mansardwalmdach, Fledermausgaupen, segmentbogige Tür mit Schlussstein, darüber löwengeschmücktes Wappen (Familie von Keyserlingk / vermutlich 1744–1830), Stallscheune: Bruchsteinmauerwerk, Sandsteingewände, Ladeluken, darüber Traufe hochgeschweift, Wohn- und Speicherhaus: zweigeschossig, Krüppelwalmdach, zwei Dachhechte, Sandsteingewände, Reste von Putzgliederung, Tor: ein Torpfosten noch mit Sandsteinbekrönung.
4. ↑  Vorwerk Oberottendorf
  - Herrenhaus: stattlicher zweigeschossiger Bau mit Mansardwalmdach, Fledermausgaupen, segmentbogige Tür mit Schlussstein, darüber Löwen geschmücktes Wappen (Fam. von Keyserlingk/vermutlich 1744–1830).
  - Stallscheune: Bruchsteinmauerwerk, Sandsteingewände, Ladeluken, darüber Traufe hochgeschweift, Wohn- und Speicherhaus: zweigeschossig, Krüppelwalmdach, zwei Dachhechte, Sandsteingewände, Reste von Putzgliederung. Tor: ein Torpfosten noch mit Sandsteinbekrönung.
  - Gutspark: kleine landschaftliche Parkanlage nördlich des Herrenhauses und westlich anschließende Teiche mit Spazierwegen, drei Teiche: mittlerer Teich mit kleiner Insel, östlicher Teich im Park mit grottiertem Zulauf an den mittleren Teich angebunden, Wegesystem im Park großenteils überwachsen, Dammweg zwischen mittleren Teich und Gutspark mit Resten einer Lindenallee (Tilia spec.), Dammweg zwischen mittleren und westlichen Teich mit Stiel-Eichen (Quercus robur) bestanden, Altgehölzbestand im Park vorwiegend aus Eschen (Fraxinus excelsior), Berg-Ahorn (Acer pseudoplatanus), Stiel-Eichen (Quercus robur) und Buchen (Fagus sylvatica), Felspartie nördlich des Herrenhauses, kleine Holzbrücke (neu) über Zulauf zum östlichen Teich, Störelement: Bühneneinbau und Festbude.